# Вулиця Розточчя (Львів)
Вулиця Розточчя — вулиця у Шевченківському районі міста Львів, місцевість Старі Збоїща. Має досить заплутану трасу: від вулиці Мурованої до вулиці Загорної, потім, близько за 45 м західніше, друга ділянка вулиці знову відходить від Загірної та прямує до вулиці Щурата.

## Історія та забудова
Вулиця виникла у складі селища Збоїща під назвою Комсомольська. У 1962 році перейменована на Педагогічну. У 1993 році отримала сучасну назву, на честь горбистого пасма Розточчя.
Забудова вулиці складається переважно з одно- та двоповерхових приватних садиб. Збереглося кілька садиб першої половини XX століття, зокрема, це житлові будинки № 150 та № 158. Серед садиб виділяється житловий будинок під № 110, на якому частково збереглося популярне у 1960-х—1970-х роках оздоблення національним орнаментом, дзеркальними вставками та картинами у круглих рамках на фольклорні сюжети. На місці приватних садиб під № 122 та № 124 у 2019—2020 роках будівельною корпорацією «Карпатбуд» зведений житловий комплекс, що складається з трьох чотириповерхових житлових будинків з підземним паркінгом.